# ドゥムノニア
ドゥムノニア（Dumnonia、ダムノニアまたはヅムノニアとも）は、七王国時代にイングランド西南部を支配していた王国。現在のデヴォン州、サマセット州の大部分、また可能性としてドーセット州の一部も支配しており、ローマ帝国の末裔ブリトン人の王国であった。西の境界線は分かっておらず、コーンウォール州が果たしてドゥムノニアの支配区域になっていたのかどうかは不明。

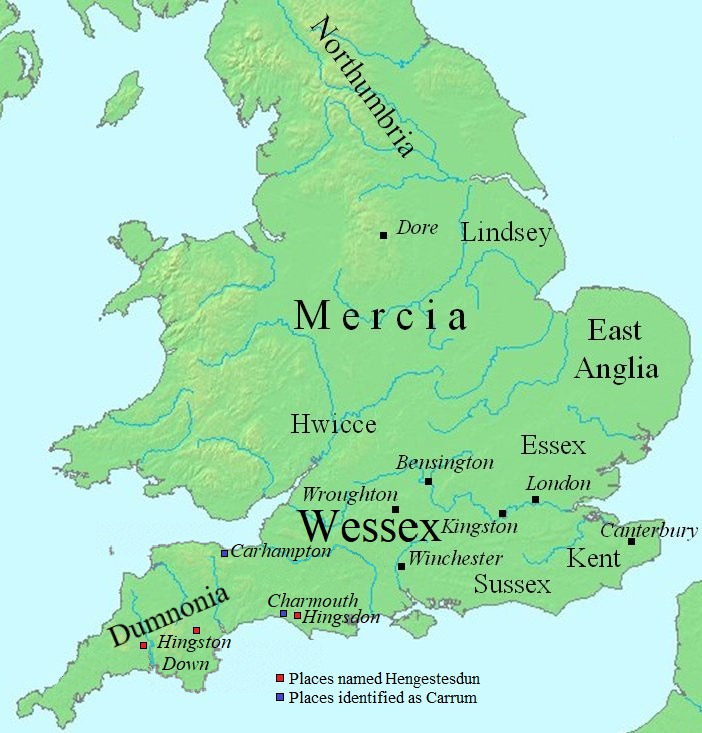
七王国時代のイングランド（ドゥムノニアは西南の半島部）

## 概要
ドゥムノニアの名前の由来はダムノニ族から来ている。この王国が統一された王族による王国であったのか、それとも弱い王族の集合体であったのかは知られていない。しかしながら、この王国はその名に連なるコーンウィ族(Cornwii)を従属させていたので、コーンウォール地方はこの王国の影響を受けていたようである。
また《ドゥムノニア(Dumnonia)》という名はラテン語による名前である。綴りは一定ではなくDamnonia、Domnoniaとも言われる。この王国の存在は同属の西ウェールズ諸部族と同様、ウェセックスにも知られ、現在にも伝わるようになった。
ドゥムノニアはローマ帝国からの末裔による国という事でアングロサクソン人、デーン人の進入が激しいこの時代では異色の存在であった。カドベリー城のように鉄器時代の砦を改装した貴族、王族の城もあれば、ティンタジェルのように新たに作られた城もあった。この国に持ち込まれたローマ帝国より後の時代の陶器が地域のいたるところで発掘されている。
この国の人々は現在のコーンウォール語につながるブリトン方言(Brythonic Dialect)を話していたものであったろうと考えられている。また彼らが石に残した刻印からアイルランドからの移住者もいたものと思われる。
ローマ帝国時代後期以降キリスト教信者の墓地が存在している事からキリスト教の普及はドゥムノニア全域に及んでいたと思われる。またこの地にはより聖ピラン、ウェールズより聖ペトロック、聖ケインなどの伝道者が多く渡航しており、ボドミン、グラストンベリーに重要な修道院があった。またエクセターにもその可能性が示唆されている。
マルムスベリーのウィリアムによると、10世紀になるとブリトン人たちはエクセターに定住したサクソン人とともに定住していたが、イングランド王アゼルスタンはこれを禁止したと伝えられるが、それでもエクセターの一部区域では《リトル・ブリテン》の名が18世紀まで存続した。927年にドゥムノニアという同じ名を使った王朝がコーンウォールの東辺境で勃興したが、西方の辺境に住むブリトン人はコーンウォール王国と同様、少なくともある程度の自治を確立し存続する事ができた。

## アーサー王との関連性
ドゥムノニアはブリトン人の国であったので、アーサー王はドムノニアの王族の一員ではなかったかという推測がなされている。アーサーの祖父はコンスタンティンと呼ばれているが、ブリトン伝承ではクステンヌン・ゴーニュ (Cystennyn Gorneu) という人物と名前が類似している。また彼の息子の名とアーサー王の伝承の中での名に類似性が見受けられる。また5世紀の文人ギルダスによると、ドゥムノニアのコンスタンティン王をアーサー王伝説に出てくるコンスタンティン3世のように伝えている。
一部ではアーサー王が大勝利したバドン山の戦いの場所は、七王国時代にドゥムノニアがアングロサクソンと戦ったデヴォンと唱えているが、ほとんどの歴史家たちがこの戦いの戦場は、例えばバース近郊などのように、何処にでも仮定できうると考えている。またアーサー王の最後の戦い、カムランの戦いはまたキャメルフォード近郊のスローター・ブリッジ（Slaughter Bridge)だと言われている。